# Біле Місто (Тель-Авів)

Біле Місто  (іврит: העיר הלבנה, ха-ір ха-левана) — архітектурний ансамбль у Тель-Авіві. Комплекс має понад 4000 об'єктів. Більшість з цих будов побудовані у 1920—1950 роках в інтернаціональному стилі баухаус.
Світова культурна спадщина за версією ЮНЕСКО (2003 року, за «видатний приклад нового містобудування і архітектури початку XX століття»).
Міське планування почалося з 1925 року. генеральним планом Патрика Геддеса.